# Кедачу-Маре
Кедачу-Маре (рум. Cădaciu Mare) — село у повіті Харгіта в Румунії. Входить до складу комуни Шимонешть.
Село розташоване на відстані 225 км на північ від Бухареста, 51 км на захід від М'єркуря-Чука, 126 км на схід від Клуж-Напоки, 85 км на північний захід від Брашова.

## Населення
За даними перепису населення 2002 року у селі проживали 150 осіб, з них 149 осіб (99,3%) угорців. Рідною мовою 149 осіб (99,3%) назвали угорську.